# Río Alvarado
El río Alvarado es un curso natural de agua que nace cerca del límite internacional de la Región Metropolitana de Santiago y tras un trayecto de 16 km desemboca en la ribera derecha del río Maipo.

## Trayecto
El río Alvarado drena las laderas del noroeste del volcán Maipo, fluye con dirección sur y desemboca unos 10 km aguas arriba de la desembocadura del río Negro.

## Caudal y régimen
Es un río de alimentación glacial.: 333 

## Historia
Luis Risopatrón lo desescribe en su Diccionario Jeográfico de Chile así:: 25 
Alvarado (Río): Nace de ventisqueros, recoje las aguas del cordón limitáneo con la Arjentina, corre hacia el S en un cajón que contiene calizas y yeseras, una de las cuales, con un derrumbe, ha arrojado un puente natural sobre el cauce de la parte inferior, de 2 a 3 kilómetros de largo; tiene un taco de nieve permanente en la boca de salida del río, taco tapado, en partes, con tierra suelta, después del cual el río se vácia en la margen N del curso superior del río Maipo. En las faldas del cajón crece el coiron y se encuentra leña.